# Sadr (Stern)
γ Cygni (Gamma Cygni) ist ein Stern im Sternbild Schwan. Der Stern ist auch unter seinem Eigennamen Sadr (verkürzt aus arab. صدر الدجاجة, DMG ṣadr ad-daǧāǧa ‚Brust der Henne‘) bekannt (Namensvarianten: Sadir, Sador, Sadr el dedschadsche). Gamma Cygni gehört der Spektralklasse F8 an und hat eine scheinbare Helligkeit von 2,2 mag, womit er zu den 100 hellsten Sternen am Nachthimmel gehört. Seine Entfernung beträgt ca. 1800 Lichtjahre.